# Ордена Казахстана
Орденами Республики Казахстан являются:
- Орден Алтын Кыран (Золотого орла) (обычного и особого образца). Кавалером ордена Золотого орла особого образца по должности становится президент.
- Орден Отан (Отечества)
- Орден «Первого Президента Республики Казахстан Нурсултана Назарбаева»
- Орден «Данк» (Славы) двух степеней
- Орден Айбын (Доблести) трёх степеней
- Орден Парасат (Благородства)
- Орден Достык (Дружбы) двух степеней
- Орден «Курмет» (Почёта)
- Орден «Барыс» (Барса) трёх степеней
- Орден «Енбек данкы» (Трудовая слава) трёх степеней

Не входит в группу орденов и медалей государственные награды в виде званий «Халық Каһарманы» (Народный Герой) и «Қазақстанның Еңбек Ері» (Герой Труда Казахстана) со знаком особого отличия «Алтын Жұлдыз» (Золотая звезда) к ним, а также награды многодетным матерям «Алтын алқа» (Золотая подвеска) и «Күміс алқа» (Серебряная подвеска).

## Учреждение орденов
Орден Барса учреждён в июле 1999 года, Золотого орла и Дружбы — в 1995 г. остальные — 1 апреля 1993 года. Орден «Первого Президента Республики Казахстан Нурсултана Назарбаева» учреждён на основании Конституционного Закона Республики Казахстан от 1 января 2001 года.
Орден «Енбек данкы» учреждён 17 марта 2015 года.

## Порядок награждения
Дубликаты утраченных орденов, как правило, не выдаются. В исключительных случаях (утраты наград в результате стихийных бедствий) дубликаты наград могут быть выданы Комиссией по государственным наградам при Президенте Республики Казахстан.
Возмездное приобретение орденов Казахстана влечёт уголовную ответственность.